# Matt Bianco
Matt Bianco é uma banda britânica que mistura pop, jazz e bossa nova formada em 1983 por Mark Reilly. Matt Bianco começa por ser um espião cuja história é contada na letra e videoclip de "Who´s side are you on?"
O 1º álbum, lançado em 1984, foi um grande sucesso. Seguiu-se Matt Bianco em 1986 e Indigo em 1988. Estes dois últimos com novos elementos. Pouco depois do 1º álbum ser lançado, Basia Trzetrzelewska, uma cantora polaca ainda desconhecida do grande público, deixou o grupo de Mark Reilly para seguir carreira solo.
Algumas das canções mais conhecidas são: More Than I Can Bear, Who´s side are you on?, Half a minute, Get out of your lazy bed, Wap Bam Boogie, Yeh-Yeh e Don´t blame it on that girl.
Em 2004, o trio original reúne-se novamente e edita 'Matt´s mood' que inclui o tema 'Matt´s mood III'.
O som deste álbum abate-se sobre o estilo 'Bossa Nova'.
Em 2009, depois do trio se separar novamente, Reilly e Fisher editam 'Hifi Bossanova' editado no verão de 2009. Um novo álbum 'Hideaway' foi editado em Novembro de 2012, no Japão, vai chegar à Europa em 2013.
Mais recentemente, a banda de Mark Reilly, veio a Portugal para a 3 de Agosto de 2010 dar um concerto em Albufeira, que foi, segundo a imprensa e a promoção locais "Um grande concerto pop com sabor a nostalgia..."